# Đèo Pê Kê
Đèo Pê Kê là đèo trên Đường Hồ Chí Minh ở huyện A Lưới thành phố Huế, Việt Nam .
Trong các văn liệu khác nhau tên đèo còn được viết là "đèo Pe Kê" hoặc "đèo Pê Ke".

## Vị trí
Đèo Pê Kê trên quốc lộ 14 cũ, nay là Đường Hồ Chí Minh, ở vùng ranh giới xã Hồng Thủy và xã Hồng Vân huyện A Lưới thành phố Huế. Đỉnh đèo là ranh giới 2 xã . Trên Google Maps hiện biên tập đèo ở vị trí chân đèo phía bắc, xã Hồng Thủy (2018),
Tên đèo có xuất xứ từ tên "thôn Kê" của người Tà Ôi, hiện có 3 "thôn Kê" ở cả hai bên đèo ở hai xã nói trên.